# Neocrasis
Neocrasis is een geslacht van vlinders van de familie spanners (Geometridae), uit de onderfamilie Geometrinae.

## Soorten
- N. eximia Dognin, 1892
- N. obscurata Warren, 1901